# Svenska Dagbladet

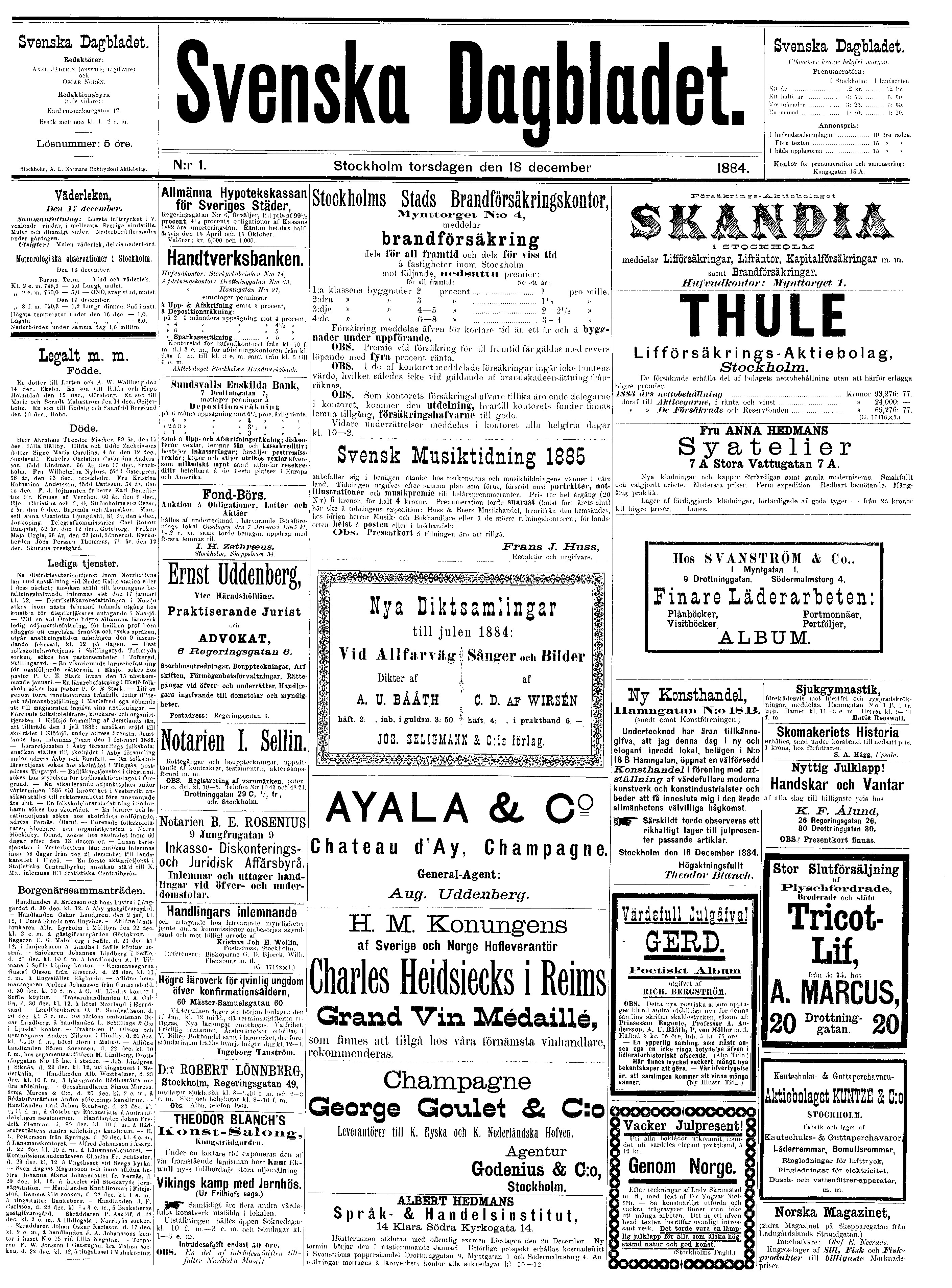
Première page de la première publication du Svenska Dagbladet (18 décembre 1884)

Le Svenska Dagbladet (littéralement Le Quotidien suédois en français), appelé communément SvD, est un quotidien suédois. La première édition date du 18 décembre 1884. Il est publié à Stockholm et couvre les informations nationales et internationales aussi bien qu'au niveau local, sur la région du Grand Stockholm.
Sa ligne éditoriale est conservatrice.

## Histoire
Svenska Dagbladet a été fondé en 1884. Le premier numéro a été publié le 18 décembre de cette année-là. Plusieurs personnes ont participé à la création du journal, dont le premier rédacteur en chef Axel Jäderin (1850-1925) et le deuxième rédacteur Oscar Norén (1844-1923), qui ont joué un rôle particulièrement important. Le prix du numéro unique pour l'édition de Stockholm était de 5 öre ; le numéro unique pour l'édition de campagne coûtait 10 öre. Le premier numéro ne contient qu'un bulletin météorologique et des publicités, mais l'une des grandes nouvelles de cette année-là est le procès d'August Strindberg pour blasphème dans Giftas.
En 1885-1887, Svenska Dagbladet a également été publié dans une édition du soir. Au départ, le journal était favorable aux tarifs et conservateur. Après 1897, lorsque Helmer Key est devenu rédacteur en chef, il a adopté une position plus libérale. Plusieurs personnalités culturelles de premier plan, telles que Verner von Heidenstam et Ellen Key, ont contribué au journal pendant la première période d'Helmer Key. Gustaf Zethelius lui succède pendant un intermède de 1907 à 1909, mais il revient en 1909 et reste en poste jusqu'en 1934. En 1910, le journal devient le journal de la droite (aujourd'hui les modérés) ; depuis 1977, il est un modéré déclaré, "ce qui signifie un mélange d'idées libérales-conservatrices dans le sens de l'économie de marché". Pendant longtemps, Svenska Dagbladet s'est distingué des autres journaux sur le plan typographique, car la première page ne contenait que des publicités.
Le premier bureau de la rédaction était situé dans une maison à l'intersection de Kungsgatan/Vasagatan. En 1887, le bureau a été transféré à Karduansmakargatan 12, et à partir de 1897 à Klara södra kyrkogata 6 / Karduansmakargatan 13. En 1915, la propriété voisine, Karduansmakargatan 11, a été achetée et un nouveau bâtiment a été construit. En 1962, le journal déménage à Rålambsvägen 7 à Marieberg, en 1995, il déménage à Gjörwellsgatan 28. En 2001, la rédaction déménage à nouveau au centre de Stockholm, cette fois à Mäster Samuelsgatan. En 2011, les différentes parties du groupe Schibsted, y compris Svenska Dagbladet et Aftonbladet, ont été regroupées à Kungsbrohuset. Une grande partie de l'impression du Svenska Dagbladet est réalisée dans une imprimerie à Södertälje, où Aftonbladet imprime également une partie de son édition.
De 1923 à 1964, SvD a publié l'Annuaire Svenska Dagbladet. Celui-ci a ensuite été fusionné avec l'annuaire Anno, publié par Corona förlag. En 1960, Svenska Dagbladets Historia 1884-1940, Part I, a été publié par son rédacteur en chef Ivar Anderson. Elle est suivie en 1965 par la deuxième partie, sous-titrée Littérature, art, théâtre et musique dans le SvD 1897-1940. L'histoire a été complétée pour le centenaire en 1984 par la troisième partie : SvD à l'époque d'Ivar Andersson, 1940-55, par Elisabeth Sandlund.
En 1974, Idagsidan a été lancé, faisant figure de pionnier dans le domaine du journalisme, avec des articles sur la vision du monde, les questions sociales et la philosophie. Cette page a ensuite été éditée par les journalistes Marianne Fredriksson et Ami Lönnroth. Pour le centenaire en 1984, 100 ans de Svenska Dagbladet 1884-1984 a été publié sous la direction de Lars Lagerstedt, ancien directeur éditorial du journal. Il s'agit de fac-similés de pages sélectionnées des cent ans, accompagnés d'un bref résumé pour chaque décennie. Parallèlement, un magazine anniversaire au format A4 a été publié : A centenary adventure ! qui présente une vue d'ensemble des 100 ans avec des textes et des reproductions d'annonces anciennes et récentes.
En 1998, Investor AB, qui a longtemps contrôlé Svenska Dagbladet, a entamé des négociations pour vendre le journal. Finalement, le 10 juillet 1998, la société norvégienne Schibsted est annoncée comme l'acquéreur d'une participation majoritaire dans l'entreprise.
Après une longue période en format large, le SvD est passé au format tabloïd avec l'édition du 16 novembre 2000.
En 2010, SvD a été nommé journal quotidien de l'année. Le jury a motivé sa décision en ces termes : « Nous pensions avoir assisté à la transformation de Svenskan. Mais voici l'entreprise qui a intégré le changement constant dans sa culture, de manière à être toujours maître de ses circonstances. Le résultat est une meilleure rentabilité, une plus grande diffusion, une plus grande portée et un journal encore meilleur. »

## Les prix
Le journal décerne chaque année plusieurs prix prestigieux. Depuis 1925, la médaille d'or du Svenska Dagbladet est décernée au meilleur exploit sportif de l'année. La médaille porte l'inscription "Svenska Dagbladets medalj för främsta idrottsbragd", et est souvent appelée simplement "bragdguldet". Le lauréat est élu par le public et, depuis 2001, il est décerné lors du Gala sportif suédois.
Le prix de littérature Svenska Dagbladet a été décerné pour la première fois en 1945 et a été créé pour marquer le 60e anniversaire du journal, qui s'est alors proclamé "le principal journal culturel" et "l'organe des écrivains". Les présidents du Pen Club et de l'Association des écrivains ont notamment été nommés membres du comité du prix.
Le prix Thalia pour le théâtre a commencé à être décerné en 1951 sous la forme d'une bourse de 1 500 SEK. En 1977, le journal Svenska Dagbladet a proclamé le prix de l'opéra comme complément du prix Thalia. Il incluait également le ballet. Le prix Nils Poppe a été décerné à partir de 1984, et le prix de la première année a été attribué à Nils Poppe. Il a cessé d'être décerné l'année suivant sa mort et la dernière lauréate a été Annalisa Ericson.
Depuis 2014, Svenska Dagbladet décerne le prix SvD Affärsbragd, qui récompense l'esprit d'entreprise et l'entreprise.

## Les différentes parties du journal
Svenska Dagbladet se compose principalement de trois sections, toutes au format tabloïd. La section principale du journal contient des éditoriaux, des nouvelles nationales et étrangères, et les jours de semaine, la culture et la page Aujourd'hui (voir ci-dessous). Elle contient également des informations sur la météo.
La section "Business" est un journal financier qui contient des informations sur les affaires et la finance, des tableaux boursiers et des informations sur les finances personnelles. Elle comprend également des informations sur le sport.
La section Culture, qui fait partie de la section principale en semaine et constitue une section distincte le dimanche, contient des informations culturelles, des critiques de musique, de cinéma et de théâtre, des rapports et des programmes de télévision et de radio. La section Culture contient un "underliner" quotidien, un essai quotidien d'une page entière sur un sujet académique. Le nom vient de l'époque où le journal était publié en plein format et où l'essai était placé en bas de page sous une ligne, d'où la vignette "sous la ligne".
Le samedi, le supplément logement Magasinet est publié avec le SvD. Il contient des reportages sur des sujets tels que le logement, la décoration intérieure et le jardinage. Le vendredi, il y a un supplément sur l'automobile et les voitures et le dimanche, un supplément sur les voyages.
À l'automne 2015, SvD Junior, un magazine d'information destiné aux enfants et aux jeunes, a été lancé. Stina Cederholm, qui travaille chez SvD depuis plus de dix ans, est rédactrice en chef et éditrice responsable. Les enfants et les jeunes sont pris au sérieux avec l'ambition de décrire l'actualité de manière simple. Le magazine paraît tous les mardis. À l'automne 2016, SvD Junior a été nommé pour le prix du magazine de l'année, décerné par Sveriges Tidskrifter. SvD Junior a présenté des interviews de célébrités telles que Zara Larsson, Peter "Foppa" Forsberg et l'ancienne ministre de la Culture et de la Démocratie Alice Bah Kuhnke.

## Archives historiques
À la fin de l'année 2016, SvD a lancé ses archives historiques des pages, dans lesquelles tous les exemplaires publiés de SvD depuis sa création le 18 décembre 1884 sont numérisés et indexés pour la recherche. Seules 42 dates manquent, dont 41 sont postérieures à 1986. Il est notamment possible d'accéder à 35 000 pages de « Under strecket », des articles de fond sur la culture et la science. Le service n'est accessible qu'aux abonnés.